# Колпино (озеро, Тверская область)
Колпино — озеро в Пеновском муниципальном округе Тверской области России.
Расположено на северо-западе Пеновского муниципального округа. В озеро впадает река Верхница, вытекает река Нижница, впадающая в озеро Истошня. 
На северном берегу расположена деревня Колпино 2-е.  

## Данные водного реестра
По данным государственного водного реестра России относится к Верхневолжскому бассейновому округу, водохозяйственный участок реки — Волга от истока до Верхневолжского бейшлота. Речной бассейн реки — (Верхняя) Волга до Куйбышевского водохранилища (без бассейна Оки).
Код объекта в государственном водном реестре — 08010100111110000000162.